# Bommenahalli, Bhadravati
Bommenahalli là một làng thuộc tehsil Bhadravati, huyện Shimoga, bang Karnataka, Ấn Độ.